# Willie McStay (football, 1961)
Ne doit pas être confondu avec Willie McStay (football, 1894).
Pour les articles homonymes, voir McStay.
William John « Willie » McStay, né le 26 novembre 1961 à Hamilton en Écosse, est un footballeur international écossais, reconverti comme entraîneur. Il évolue au poste de défenseur dans différents clubs écossais et anglais, dont le prestigieux Celtic Football Club.
Il est le frère de l’ancien joueur international du Celtic Paul McStay, et le petit-neveu de Willie McStay et Jimmy McStay, eux aussi joueurs du Celtic Football Club.

## Carrière
Formé au Celtic Boys Club, Willy McStay rejoint le Celtic FC en 1979 et y fait ses débuts en équipe première le 2 avril 1983 face à Motherwell. Il évolue parmi les Bhoys jusqu'en mars 1987, disputant 65 match de championnat (dont dix comme remplaçant) et marquant deux buts. 
McStay est alors transféré en Angleterre, à Huddersfield Town, d'où il rejoint quelques mois plus tard Notts County où il reste trois saisons, en Third Division (D3) anglaise. En novembre 1990, il est prêté à Hartlepool United. Après un mois, il est de nouveau prêté, cette fois en Écosse, à Partick Thistle, d'où il est définitivement transféré en février 1991 à Kilmarnock, en D2 écossaise. 
En 1992, McStay signe comme entraîneur-joueur au Sligo Rovers, un club de première division irlandaise. Après une première saison achevée par une relégation, il remporte en 1993-1994 un triplé historique (championnat First Division, First Division Shield et FAI Cup). Il quitte alors Sligo pour rejoindre le Celtic, son club formateur, comme entraîneur de jeunes. En 2007, il est nommé à la tête de l'équipe réserve du club, un poste qu'il conserve deux saisons avant d'être recruté par le club hongrois d'Újpest FC, à Budapest, où il emmène avec lui son adjoint Joe McBride. Confronté aux difficultés financières du club, il démissionne finalement de son poste en avril 2010 et retourne à Glasgow, où il retrouve ses responsabilités au Celtic… pendant deux mois.
Le 25 novembre 2010, McStay est nommé entraîneur de Ross County, dont il est débarqué après moins de trois mois. En juillet 2011, il est recruté comme entraîneur adjoint du club anglais Stockport County.